# Amazigh Kateb
Amazigh Kateb (Staoueli, 16 de septiembre de 1972) es un cantante y músico argelino, fue miembro del grupo Gnawa Diffusion formado en 1992. Él es el hijo del famoso escritor Kateb Yacine, fundador de la literatura argelina moderna (Nedjma, el círculo de represalias)
Amazigh es impulsor del africanismo y de las mezclas de culturas de Argelia. Mezcla estilos africanos tradicionales como gnawa, chaâbi y raï, así como estilos más internacionales como el hip-hop, rock, reggae, ragga y electro. Dejó la agrupación Gnawa Diffusion en el 2007, para dedicarse a su carrera como solista, y para dedicar tiempo a sus proyectos personales.
Anunció el lanzamiento de su primer álbum para el 17 de octubre de 2009. Desde 2005 hasta 2010 participó en el documental musical Tagnawittude realizado por Benhamou Rahma El Madani.

## Biografía
Nació el 16 de septiembre de 1972 en Staoueli en la wilaya de Argel. En 1988 se fue a vivir a Grenoble, Francia debido a que su padre fue un exiliado político. En 1992, fundó el grupo Gnawa Diffusion. Participa en la banda sonora del largometraje Salut cousin! de Merzak Allouache, lanzado en 1996 Compone la música para el cortometraje "La mujer desvelada" de Hamid Krim (con el nombre de Hamid Tassili), lanzado en 1998. En 1999, se publica, Medianoche pasó doce horas: escritos periodísticos, 1947-1989, donde reunió, con la colaboración de Zebeida Chergui, los escritos de su padre.
En 2003, es presidente de la asociación Avenir et mémoire. Amazigh Kateb dejó el grupo de su debut para embarcarse en la carrera de solista desde 2007, y para dedicarse más a sus proyectos personales, especialmente para trabajar en un homenaje póstumo a su difunto padre dedicándole una canción. Desde el 2005 al 2010 participó en el documental musical Tagnawittude dirigido por Rahma Benhamou, y lanzado en 2010. En 2006, participó en el grupo Desert Rebel para el que canta y toca. Anuncia el lanzamiento de su primer álbum, Marche Noir para el 17 de octubre de 2009, fecha simbólica, en referencia a la Masacre del 17 de octubre de 1961. En 2014, debutó como actor en el papel estelar de Nouredine, junto a Rachida Brakni, en la adaptación cinematográfica de la novela de Arezki Mellal, Now They Can Come Out.
En 2015 comenzó una gira de trío con Karim Ziad, baterista y cantante y Ptit Moh (Mohamed Abdenour, que también tocó en Gnawa Diffusion), jugador de mandol y oud. El 9 de octubre de 2015, toca en el 5º Festival de Jazz OCT-LOFT en Shenzhen, China

## Discografía
- 1993: Légitime différence
- 1997: Argelia (Melodie)
- 1999: Bab el Oued - Kingston (Musisoft)
- 2002: DZ Live (Next Musique)
- 2003: Souk System (Warner)
- 2007: Fucking Cowboys (D'JAMAZ Production)
- 2009: Marchez noir
- 2012: Shock el Hal (Kamiyad / L'autre distribution)

## Cine
- 1996 : Salut cousin! (¡Hola primo!), Largometraje de Merzak Allouache   (banda sonora)
- 1998 : La Femme dévoilée, cortometraje de Rachida Krim y Hamid Tassili (compositor)
- 2010 : Tagnawittude, documental de Rahma Benhamou El Madani (codirector, compositor)
- 2014 : L'Oranais, cantante en un bar.
- 2015 : Maintenant ils peuvent venir (Ahora pueden venir), largometraje (comediante)